# The Catch (football américain)
Match suivant
The Catch est le nom donné à la réception du joueur de football américain Dwight Clark sur une passe du quarterback Joe Montana pour un touchdown décisif lors de la rencontre de championnat NFC qui s'est déroulée le 10 janvier 1982 à Candlestick Park. The Catch est reconnu comme l'un des plus importants événements de l'histoire de la National Football League,.
Le match est le symbole de la fin de la domination des Cowboys de Dallas de Tom Landry dans la conférence NFC depuis 1970, et le commencement de la dynastie des 49ers de San Francisco dans les années 1980,.
Les 49ers de San Francisco commencent leur série offensive sur leur ligne des 10 yards. Après plusieurs passes complétées et des courses de Lenvil Elliott, l'équipe de Joe Montana se retrouve à 6 yards de la ligne des Cowboys en troisième tentative et trois yards à gagner. L'entraîneur des 49ers demande alors l'exécution du jeu Sprint Right Option qui est conclu par une réception de Dwight Clark au fond de la zone qui permet aux Niners de remporter la rencontre sur le score de 28 à 27.

## Contexte

### Parcours des équipes

#### 49ers de San Francisco
Lorsque commence la saison 1981, les 49ers de San Francisco sont l'une des franchises les moins victorieuses de la National Football League. Avec leur jeune quarterback Joe Montana, qui est titulaire à temps complet pour la première année, les 49ers tentent de se qualifier pour les séries éliminatoires après les avoir raté pendant huit saisons consécutives. Lors de la sixième semaine de compétition, les 49ers de San Francisco impressionnent lors d'une victoire 45 à 14 contre les Cowboys de Dallas, Montana inscrit deux touchdowns dont un de 78 yards pour Dwight Clark. Les victoires s'enchaînent pour les Niners jusqu'à une défaite contre les Browns de Cleveland en novembre. Les 49ers terminent la saison avec un bilan de 13 victoires et 3 défaites et se qualifient pour les séries éliminatoires.
Lors du premier tour des matchs éliminatoires, les 49ers de San Francisco accueillent les Giants de New York au Candlestick Park. La ligne offensive, et notamment John Ayers protège leur quarterback Joe Montana de la défense des Giants et du débutant de l'année, le linebacker Lawrence Taylor. Les 49ers remportent la partie sur le score de 38 à 24 et se qualifient pour la finale de conférence.

#### Cowboys de Dallas
Lorsque les Cowboys de Dallas entament la saison 1981, ils sont l'une des franchises les plus victorieuses de la dernière décennie. Dirigée par Tom Landry, l'équipe a remporté deux Super Bowls en 1971 (VI) et en 1977 (XII), en a perdu trois autres en 1970 (V), 1975 (X) et 1978 (XIII). Les Cowboys n'ont raté qu'une seule fois les séries éliminatoires en 1974. L'équipe vient de perdre son quarterback titulaire, Roger Staubach, qui vient de prendre sa retraite en mars 1980. Les Cowboys terminent la saison régulière 1981 avec un bilan de 12 victoires et 4 défaites. Premier de la division NFC East, l'équipe est exempté de barrages en série éliminatoire et est qualifié directement pour le premier tour des matchs éliminatoires. Lors de cette rencontre, les Cowboys de Dallas dominent largement les Buccaneers de Tampa Bay sur le score de 38 à 0.

### Résumé du match
Devant une foule record de 60 525 spectateurs, la finale de la conférence NFC a lieu le 10 janvier 1982 au Candlestick Park. Les Cowboys de Dallas sont obligés de punter lors de leur drive pour commencer la rencontre. Les 49ers de San Francisco récupèrent la possession et le quarterback Joe Montana complète une passe de 17 yards pour Charle Young, une de 24 yards pour Lenvil Elliott avant d'en lancer une troisième de 8 yards pour un touchdown pour son wide receiver Freddie Solomon. Dallas répond avec une passe de 20 yards de Danny White pour Butch Johnson afin de permettre à Rafael Septien de réussir un field goal de 44 yards. Le running back des 49ers Bill Ring perd alors le ballon d'un fumble dans son proche camp, que les Cowboys transforment en un touchdown de White pour Tony Hill d'une passe de 26 yards qui donne l'avantage à Dallas 10 à 7.
Dans le deuxième quart-temps, San Francisco avance jusqu'à la ligne des 27 yards dans le camp des Cowboys mais perd la balle lorsqu'Everson Walls intercepte une passe de Montana en direction de la end zone. La défense des 49ers force l'attaque des Cowboys à lui rendre le ballon d'un punt. Le quarterback de San Francisco lance une passe de 20 yards  pour Clark et reprend l'avantage 14-10. Dallas répond par un drive de 80 yards incluant une pénalité controversée pour une interférence de passe du défenseur Ronnie Lott qui annule son interception. Cette pénalité donne un gain de 35 yards sur les 12 yards de San Francisco. Trois actions plus tard, le running back Tony Dorsett utilise un bon blocage de Ron Springs sur Carlton Williamson pour inscrire un touchdown de 5 yards à la course pour donner à Dallas une avance de 17-14. Les 49ers ont une nouvelle chance de marquer avant la mi-temps après avoir récupéré un punt contré. Mais après une pénalité de 15 yards pour un blocage illégal de Clark, Montana perd le ballon sur un fumble après avoir été sacké par Harvey Martin. Les Cowboys ne font pas mieux puisque White est mis au sol à deux reprises sur la série suivante, une fois par Jim Stuckey et l'autre par Lawrence Pillers. La mi-temps retentit alors.
Au retour des vestiaires, San Francisco a une nouvelle occasion de marquer lorsque Dwight Hicks retourne un punt jusqu'aux 38 yards dans son camp. Les 49ers avance alors jusqu'à 16 yards de l'en-but de Dallas mais échouent à marquer, la passe de Montana échappe des mains d'Elliot et est interceptée par Randy White. Les Cowboys imitent leurs adversaires avec une passe de White interceptée par le linebacker Bobby Leopold, que cette fois les Niners convertissent avec un touchdown à la course de 2 yards du running back Johnny Davis, reprenant l'avantage au score 21 à 17.
Après une minute dans le quatrième quart-temps, Septien tape un field goal de 22 yards pour les Cowboys de Dallas qui reviennent à un point. Alors Walls récupère un ballon perdu par le running back Walt Easley à la mi-terrain, Dallas mène son attaque jusqu'à la end zone en marquant un touchdown à la passe de White pour Doug Cosbie, donnant l'avantage à Dallas (27–21). La situation est encore meilleure pour Dallas lorsque Joe Montana lance une seconde interception lors du drive suivant. Dallas avance et gagne du temps avec plusieurs premières tentatives gagnées, mais est obligé de punter. Le coup de pied de White donne à San Francisco la possession du ballon sur ses propres 11 yards avec 4 minutes et 54 secondes restantes dans le match, et trois temps-morts.

### Récapitulatif du drive des 49ers
Joe Montana mène le drive des 49ers de San Francisco depuis un point de départ sur le terrain à 89 yards de la end zone des Cowboys de Dallas.
- 1re et 10 depuis les 11 yards dans le camp de San Francisco : passe incomplète, manquée par Lenvil Elliott
- 2e et 10 depuis les 11 yards dans le camp de San Francisco : course de 6 yards d'Elliott
- 3e et 4 depuis les 17 yards dans le camp de San Francisco : passe de 6 yards de Montana pour Freddie Solomon

L'entraîneur de Dallas Tom Landry décide alors d'abandonner sa défense « flex » en faveur d'une couverture « nickel » avec six defensive backs et un seul linebacker car il est convaincu que les 49ers vont continuer à faire avancer le ballon à la passe. Bill Walsh décide de changer sa stratégie et de courir même si son équipe est une équipe faite pour utiliser la passe. Il appelle plusieurs jeux consécutifs de course pour Lenvill Elliott.
- 1re et 10 depuis les 23 yards dans le camp de San Francisco : course de 11 yards d'Elliott
- 1re et 10 depuis les 34 yards dans le camp de San Francisco : course de 7 yards d'Elliott
- 2e et 3 depuis les 41 yards dans le camp de San Francisco : passe incomplète, manquée par Elliott
- 3e et 3 depuis les 41 yards dans le camp de San Francisco : hors-jeu des Cowboys, 5 yards de pénalité
- 1re et 10 depuis les 46 yards dans le camp de San Francisco : passe de 5 yards de Montana pour Earl Cooper (temps-mort des 2 minutes)
- 2e et 5 depuis les 49 yards dans le camp de Dallas : course de 14 yards de Solomon sur un jeu renversé[1]
- 1re et 10 depuis les 35 yards dans le camp de Dallas : passe de 10 yards de Montana pour Dwight Clark
- 1re et 10 depuis les 25 yards dans le camp de Dallas : passe de 13 yards de Montana pour Solomon (premier temps-mort des 49ers, 1 minutes et 15 secondes restant à l'horloge)[1]
- 1re et 10 depuis les 12 yards dans le camp de Dallas : passe incomplète, tentée pour Solomon dans la end zone
- 2e et 10 depuis les 12 yards dans le camp de Dallas : course de 6 yards d'Elliott (deuxième temps-mort des 49ers, 58 secondes restantes)[7],[1]

Après cette action, les Cowboys abandonnent leur défense nickel et reviennent à une défense 4-3 et envoie Dwight Douglas Lewis sur le terrain pour réalise un blitz.

## L'action

Schéma représentant The Catch, action victorieuse du match éliminatoire de la division NFC en 1982 par les 49ers de San Francisco.

Après avoir utilisé son deuxième temps-mort, les 49ers de San Francisco reprennent leur drive avec une troisième tentative et trois yards à gagner sur la ligne des 6 yards de la end zone des Cowboys de Dallas. Il ne reste que 58 secondes à l'horloge de la rencontre. Quand Joe Montana prend le snap, il doit jouer une action connue comme « Red Right Tight – Sprint Right Option », qui doit être une passe pour le wide receiver Freddie Solomon. Plus tôt dans la rencontre, Solomon a marqué un touchdown sur cette tactique. Sur l'action, la défense des Cowboys couvre parfaitement Solomon et le pass rush détruit la ligne offensive des 49ers. Les defensive ends Ed Jones et Larry Bethea et le linebacker Dwight Douglas Lewis chassent Joe Montana qui court à reculons vers la ligne de touche sur la droite du terrain. Alors qu'il semble certain que Montana va être plaqué ou amené hors du terrain, le quarterback réalise une feinte de passe pour faire sauter Jones, et lance une passe haute dans le fond de la end zone alors qu'il est sur le mauvais appui,. La passe semble être trop longue et sortir du terrain, jusqu'à ce que Dwight Clark l'attrape du bout des doigts pour inscrire un touchdown. Il reste 51 secondes à l'horloge et les 49ers viennent d'égaliser. L'extra point du kicker Ray Wersching donne un avantage 28 à 27 à San Francisco.
Une photographie de l'action, prise par un photographe suivant l'équipe des Cowboys, Walter Iooss, Jr., représentant Clark sautant pour attraper la balle et Everson Walls essayant de la bloquer, est la couverture de Sports Illustrated la semaine après l'action.

## Commentaires

### Réactions des acteurs du jeu
Après la rencontre, des spectateurs et acteurs du jeu déclarent que Montana a essayé de se débarrasser du ballon en lançant le ballon au fond du terrain pour avoir une quatrième tentative pour inscrire le touchdown décisif. Dwight Clark déclare que cette action est un jeu préparé et travaillé à l'entraînement à plusieurs reprises comme une deuxième option si Freddie Solomon est couvert par les défenseurs. Joe Montana a confirmé qu'il ne voyait pas la end zone au moment de lancer le ballon, mais qu'il savait exactement où Clark serait placé. Montana ne voit pas non plus son receveur attraper le ballon, car il est jeté au sol par Jones.
Le président historique des Cowboys de Dallas déclare dix ans après The Catch : « C'est l'action la plus chanceuse que j'ai jamais vu. Montana essayait de lancer le ballon dehors »,.
En parlant des différents acteurs du jeu, Joe Montana déclare au début des années 1990 : « The Catch a changé toutes nos vies »,.

### Couverture médiatique
L'action The Catch  a été immortalisée par trois diffuseurs qui commentent la rencontre jeu par jeu :
« 
Montana... observant, observant, lançant dans la end zone... Clark l'a attrapé ! Dwight Clark !... C'est le délire à Candlestick !
 »
— Vin Scully sur CBS,[réf. nécessaire]
« 
Montana est aligné aux 5 [yards]... et sur un troisième down et trois [yards à gagner], il court sur la droite, regarde pour une passe... regarde pour une passe... et il lance dans la end zone... Touchdown ! Touchdown ! Touchdown, San Francisco, par Dwight Clark !
 »
— Jack Buck sur CBS Radio,[réf. nécessaire]
« 
Troisième et trois. Il a le ballon, Montana court vers la droite... regarde vers la end zone... lance sous pression... lance sa passe... Attrapé par Clark ! Clark a eu le touchdown ! Dwight Clark l'a eu ! C'est un touchdown pour les 49ers !
 »
— Don Klein sur KCBS, la chaîne locale des 49ers,[réf. nécessaire]
Les images de l'action sont les plus demandées des archives de la National Football League, qui fait payer entre 300 dollars et 5 000 dollars pour l'utilisation de ces images.

## Postérité

### Fin de la rencontre
Les Cowboys de Dallas ont alors une balle de match mais échoue. Le quarterback Danny White lance une longue passe à Drew Pearson qui file vers l'en-but mais est plaqué par le débutant des 49ers Eric Wright. White est ensuite sacké par Lawrence Pillers et relâche le ballon. Les 49ers de San Francisco font alors courir l'horloge jusqu'à son terme et alors que le match se termine, les supporteurs passent à travers les gardes de sécurité et envahissent le terrain. Entre les maillots rouges, les joueurs des Cowboys luttent pour retourner dans les vestiaires. Montana et Clark sont assaillis par les supporteurs qui viennent fêter le succès et l'action.
Après avoir remporté la partie sur le score de 28 à 27, les 49ers de San Francisco jouent le Super Bowl XVI et le remportent 26 à 21 aux dépens des Bengals de Cincinnati. Les 49ers remportent le premier Super Bowl de leur histoire et le premier d'une dynastie qui en comptera quatre autres : 1984 (XIX), 1988 (XXIII), 1989 (XXIV) et 1994 (XXIX).

### The Catch dans la culture populaire
Dans les années 1980 et au début des années 1990, l'action est présente dans les publicités pour Kodak lors de laquelle The Catch est présent comme montré dans les images de NFL Films et par un magazine avec une photo de l'action avec l'inscription « The 49ers grab a TD and a title. ». La publicité de Kodak renforce la notoriété de l'action. The Catch est désigné par la National Football League comme la meilleure action de football américain des années 1980.
Le 16 octobre 2001, dans l'épisode Mon amie du troisième âge de la série télévisée Scrubs, un patient demande si quelqu'un a déjà entendu parler de The Catch, Turk lui répond « Niners-Cowboys, Joe Montana pour Dwight Clark au fond de la end zone, pas de temps restant. Enfant, s'il te plaît, ne m'insulte pas », puis rejoint le patient et regarde la rencontre.
En 2002, la NFL diffuse une série de publicités pour promouvoir les séries éliminatoires de la ligue et utilise les célèbres actions de la NFL dont The Catch. L'acteur Don Cheadle montre la hauteur de la receveur en montant sur un escabeau dans la end zone. EN 2004, pour le 25e anniversaire de la chaîne ESPN Dan Patrick un programme spécial de 90 minutes du projet ESPN25 recréé The Catch avec les deux joueurs Montana et Clark.
En 2005, un publicité pour les boissons Gatorade nommé « The Winning Formula », représente une version alternative de The Catch lors de laquelle le ballon rebondit des mains de Clark. Après avoir vu le logo de Gatorade, la réelle version de la réception de Dwight Clark est montrée afin de vendre les effets de la boisson. La publicité comprend également les actions « flip play » de Derek Jeter et un panier décisif de Michael Jordan contre les Cavaliers de Cleveland.
À la mi-temps d'une rencontre contre les Vikings du Minnesota le 5 novembre 2006 à Candlestick Park, Joe Montana et Dwight Clark participent avec des étudiants à la commémoration de la réception pour le 25e anniversaire de l'action.
En 2015, lors d'une émission du The Late Late Show with James Corden, Joe Montana recréé The Catch avec l'animateur James Corden qui essaie d'attraper le ballon à l'aide d'un trampoline.
Le futur quarterback des Patriots de la Nouvelle-Angleterre, Tom Brady, alors âgé de 4 ans, est présent dans les tribunes du stade du côté de la end zone et assiste à la rencontre et à l'action.